# Patrice Gaille
Patrice Gaille (* 15. dubna 1956 La Chaux-de-Fonds, Švýcarsko) je bývalý švýcarský sportovní šermíř, který se specializoval na šerm kordem. Švýcarsko reprezentoval v sedmdesátých a osmdesátých letech. Na olympijských hrách startoval v roce 1976 v soutěži jednotlivců v šermu fleretem a vypadl v první fázi turnaje. V dalších letech se soustředil na šerm kordem, ve kterém se účastnil olympijských her v roce 1988. Na mistrovství světa v soutěži jednotlivců vybojoval v roce 1977 třetí místo v šermu kordem. Na přelomu sedmdesátých a osmdesátých let patřil k oporám silného švýcarského družstva kordistů, se kterým vybojoval na mistrovství světa v roce 1977, 1981 a 1982 druhé místo.